# كرزيستوف جونغ
كرزيستوف جونغ (بالبولندية: Krzysztof Jung)‏ هو رسام بولندي، ولد في 11 يوليو 1951 في وارسو في بولندا، وتوفي بنفس المكان في 5 أكتوبر 1998.